# Léon Riket
Léon ou Leo Riket, né à Anvers le 13 mai 1876 et mort à Knokke, le 24 août 1938, est un peintre et un dessinateur belge.

## Biographie

### Famille
Léon (Joannes Leonardus) Riket, né à Anvers le 13 mai 1876, est le fils de Philippe Jacques Riket (1845-1878), journalier, et de Marie Catherine De Bont (1849), mariés à Oostmalle en 1872. Léon Riket épouse à Anvers le 29 octobre 1901 Jeanne Hortense Schuermans (1877-1971). Le couple a un fils : Luc Riket.

### Formation
Léon Riket est étudiant à l'Académie royale des beaux-arts d'Anvers, puis à l'Institut supérieur des beaux-arts de la même ville. Il bénéficie notamment de l'enseignement dispensé par Frans Courtens. En 1894, il reçoit le premier prix de dessin ombré, dont le cours est dispensé par Edouard De Jans.

### Carrière
En 1907, Léon Riket s'établit dans la maison d'artiste de style Art nouveau qu'il vient de faire bâtir à la Marialei no 152 à Anvers. Il expose Temps gris au Salon de Liège de 1909. Membre du cercle d'artistes anversois Ken u Zelf, il y présente ses œuvres de 1911 à 1913.
Léon Riket reçoit une médaille d'argent au Salon des artistes français de 1913 et participe à l'Exposition universelle de 1913 qui se tient à Gand. L'année suivante, il envoie Dans le bois et Petite ville flamande au Salon de Bruxelles de 1914. 
Dans les années 1920, et ce jusqu'en 1935, le peintre expose régulièrement ses œuvres à la salle Wijnen à Anvers. Le 24 août 1938, Léon Riket meurt, à l'âge de 62 ans, à Knokke. Il est inhumé au cimetière du Kiel d'Anvers.

## Œuvre

### Caractéristiques
Son champ pictural couvre essentiellement les paysages, parfois étoffés de représentations animalières les marines, les scènes de genre et les natures mortes florales.  Son style intimiste et impressionniste s'exprime dans une touche libre. Il est considéré comme l'un des peintres de l'Escaut actifs dans le Petit-Brabant.

### Réception critique
En février 1926, lorsque Léon Riket bénéficie d'une exposition personnelle à la salle Wijnen à Anvers, le critique du quotidien La Métropole,  écrit : 

« On pense tout de suite à Courtens, un Courtens moins puissant et plus voilé. Mais c'est le rythme du maître qui donne le mouvement à ces compositions d'un disciple supérieurement doué. On reconnaît les drèves familières avec leur ensoleillement doré, les allées hautes comme des nefs de cathédrales, les clairières où pleuvent des clartés tamisées. Riket affectionne surtout l'automne rouge et or, non pour sa mélancolie, mais parce qu'il multiplie les symphonies de couleurs. Ce qui frappe dans cette peinture, c'est qu'elle est presqu'exclusivement visuelle. Tout y est lumière ou brume. L'artiste pense en couleur et cette métaphysique lui suffit. Si l'œuvre paraît mélancolique et rêveuse, c'est en raison de l'absence voulue d'action. Cette peinture est silencieuse […]. La peinture de Riket est sérieuse, non frelatée et son salon mérite une visite posée, méditée, une visite qui soit une étude »

### Galerie

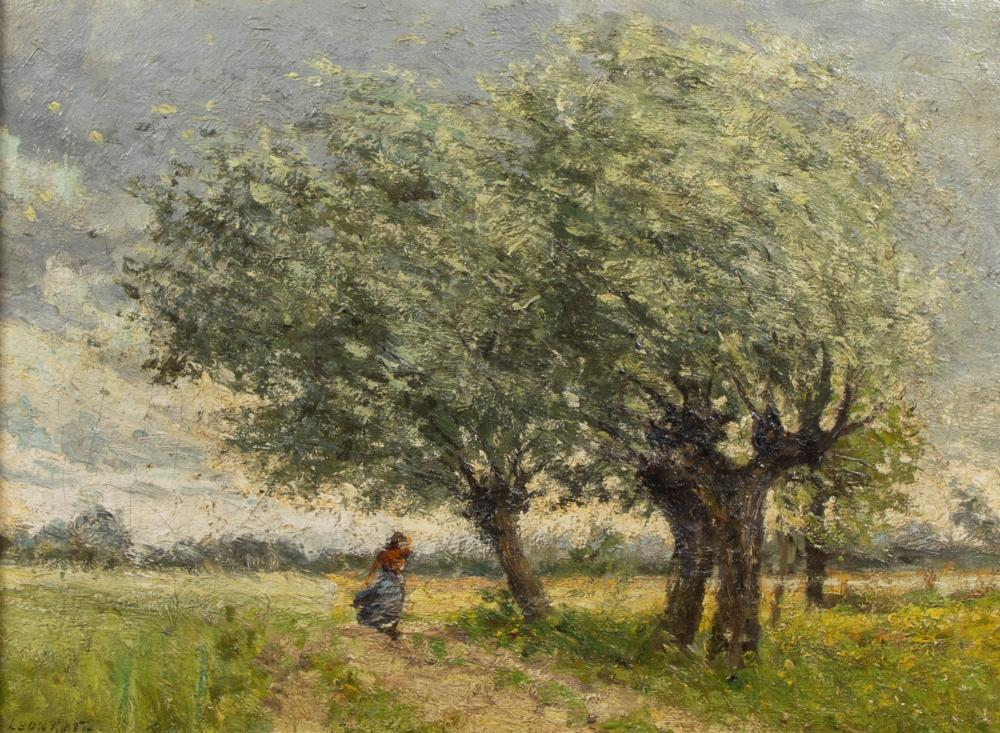
Paysage animé.
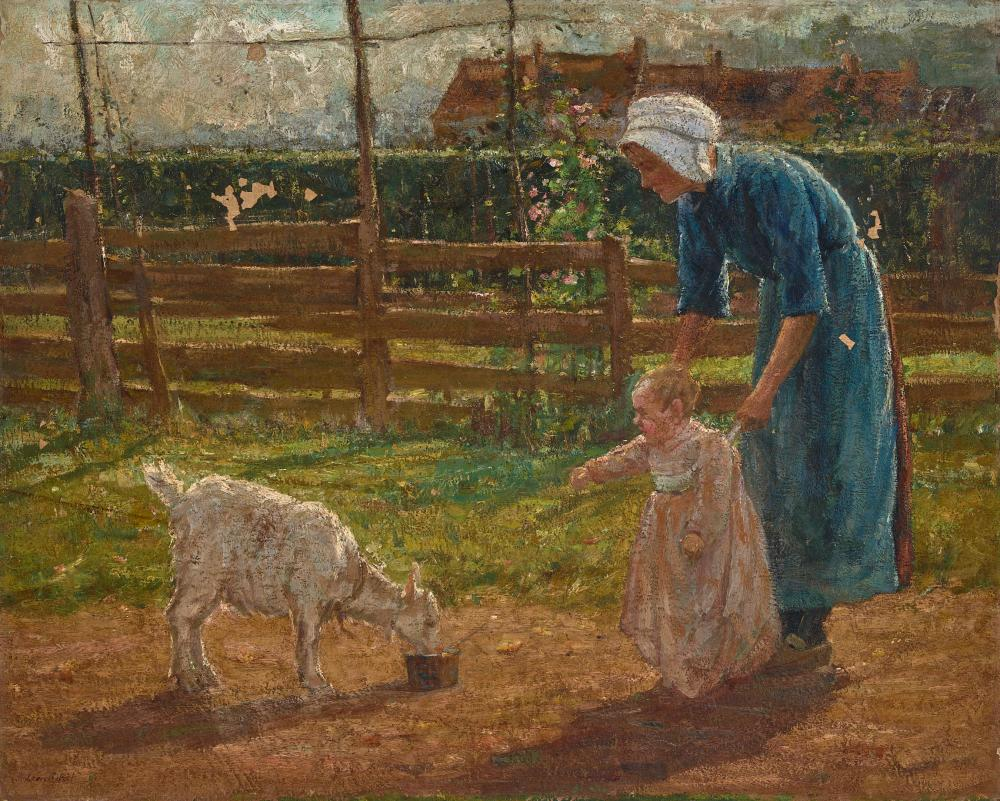
Mère et enfant avec un agneau.
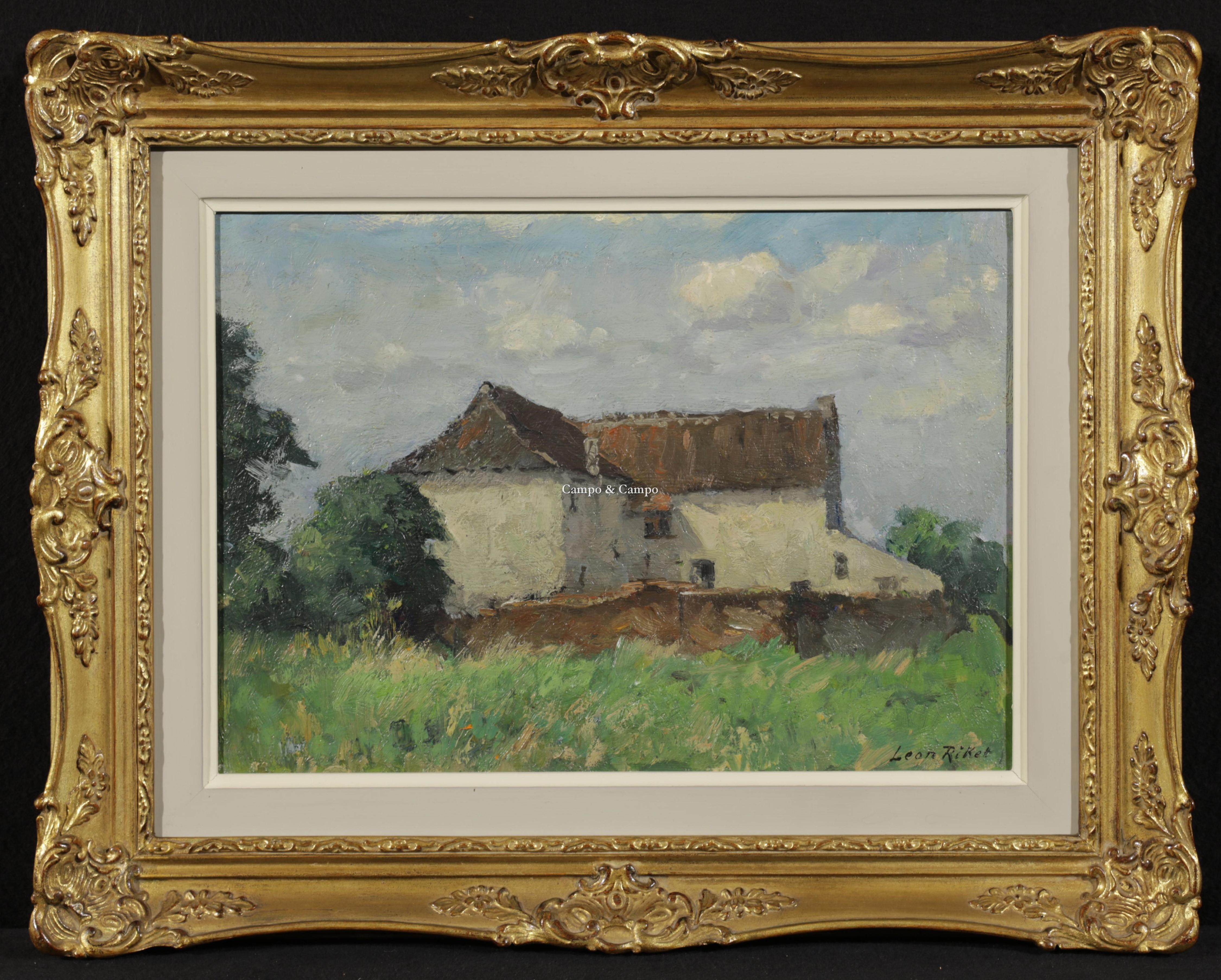
Ferme à Anderlecht.
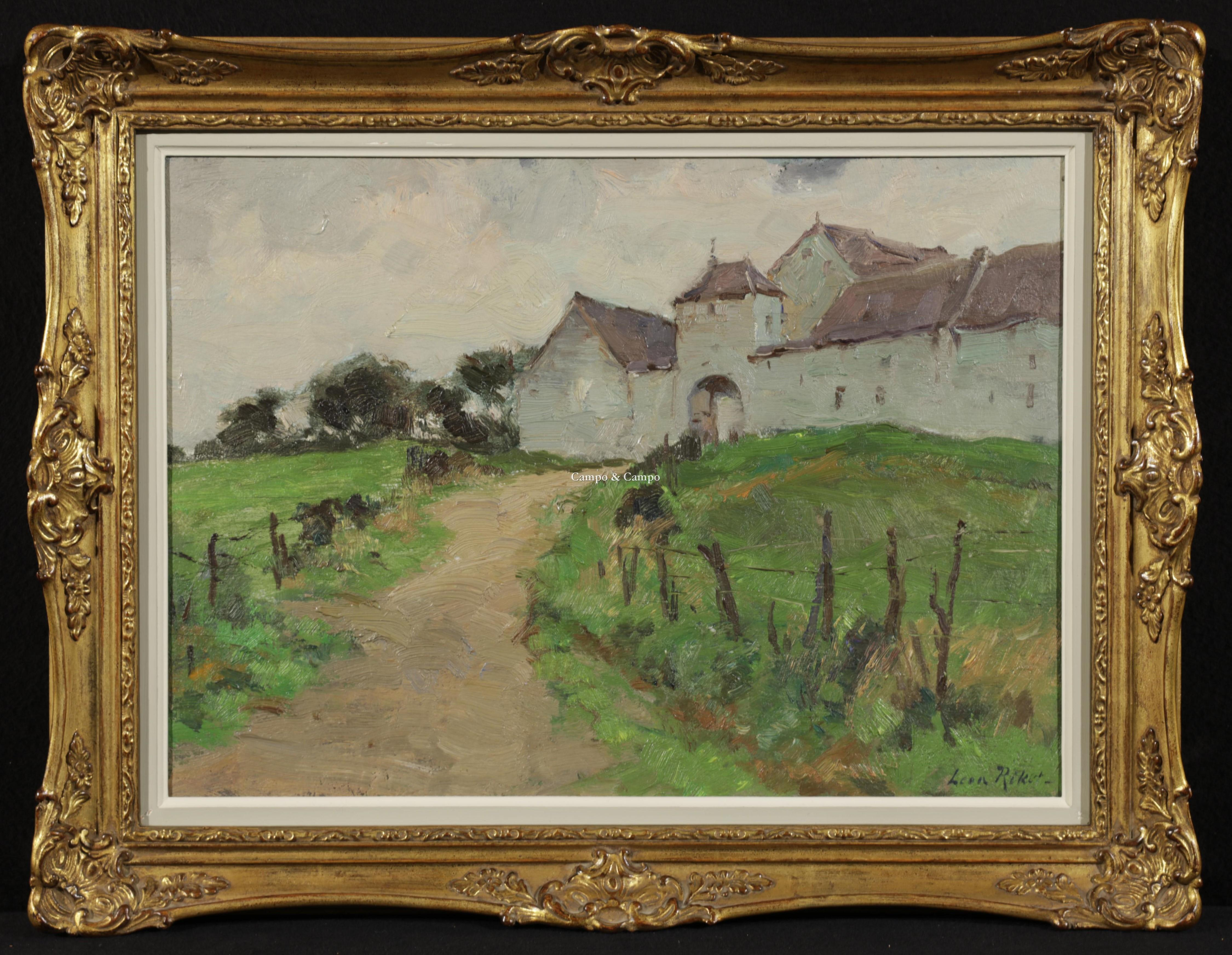
Vue de ferme.
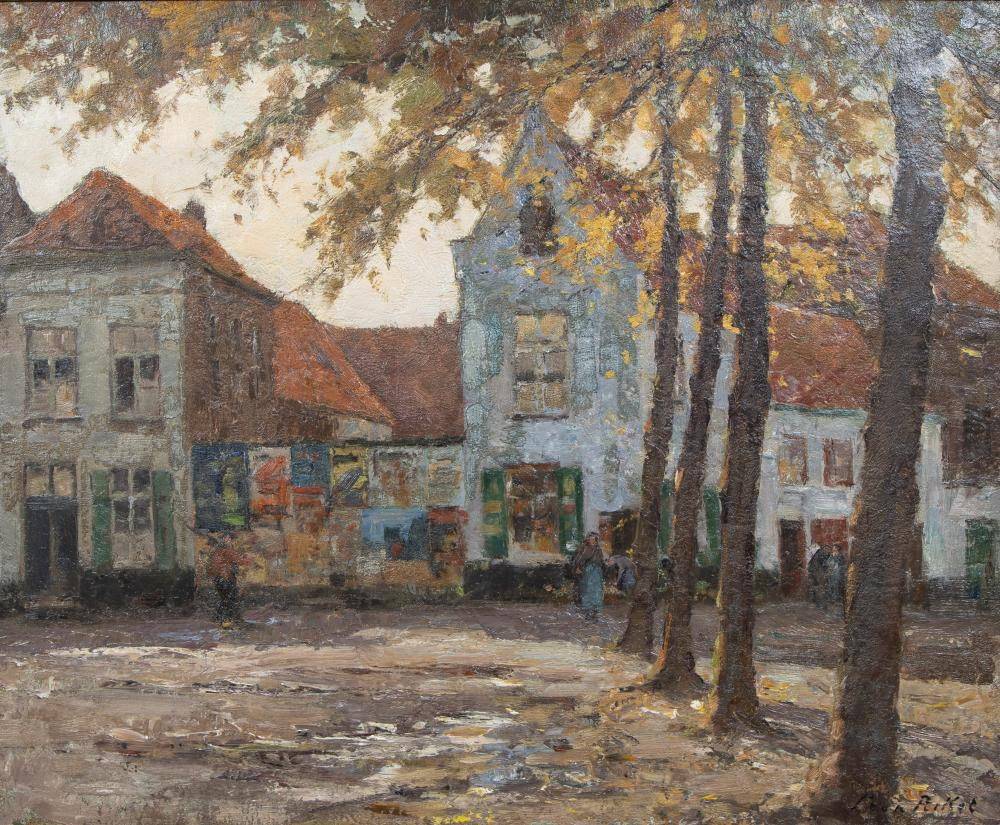
Vue d'un village.
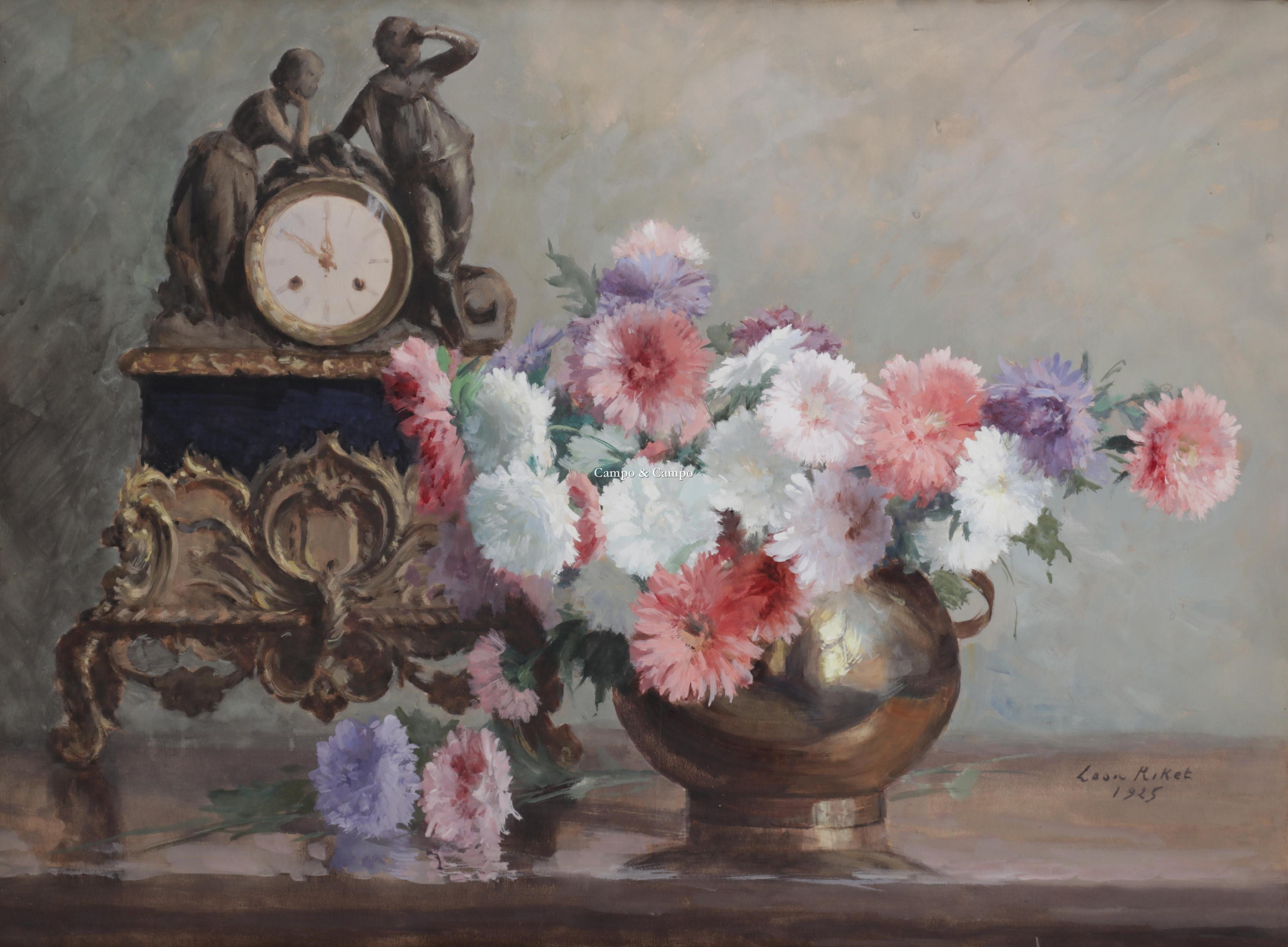
Nature morte aux fleurs et à l'horloge.
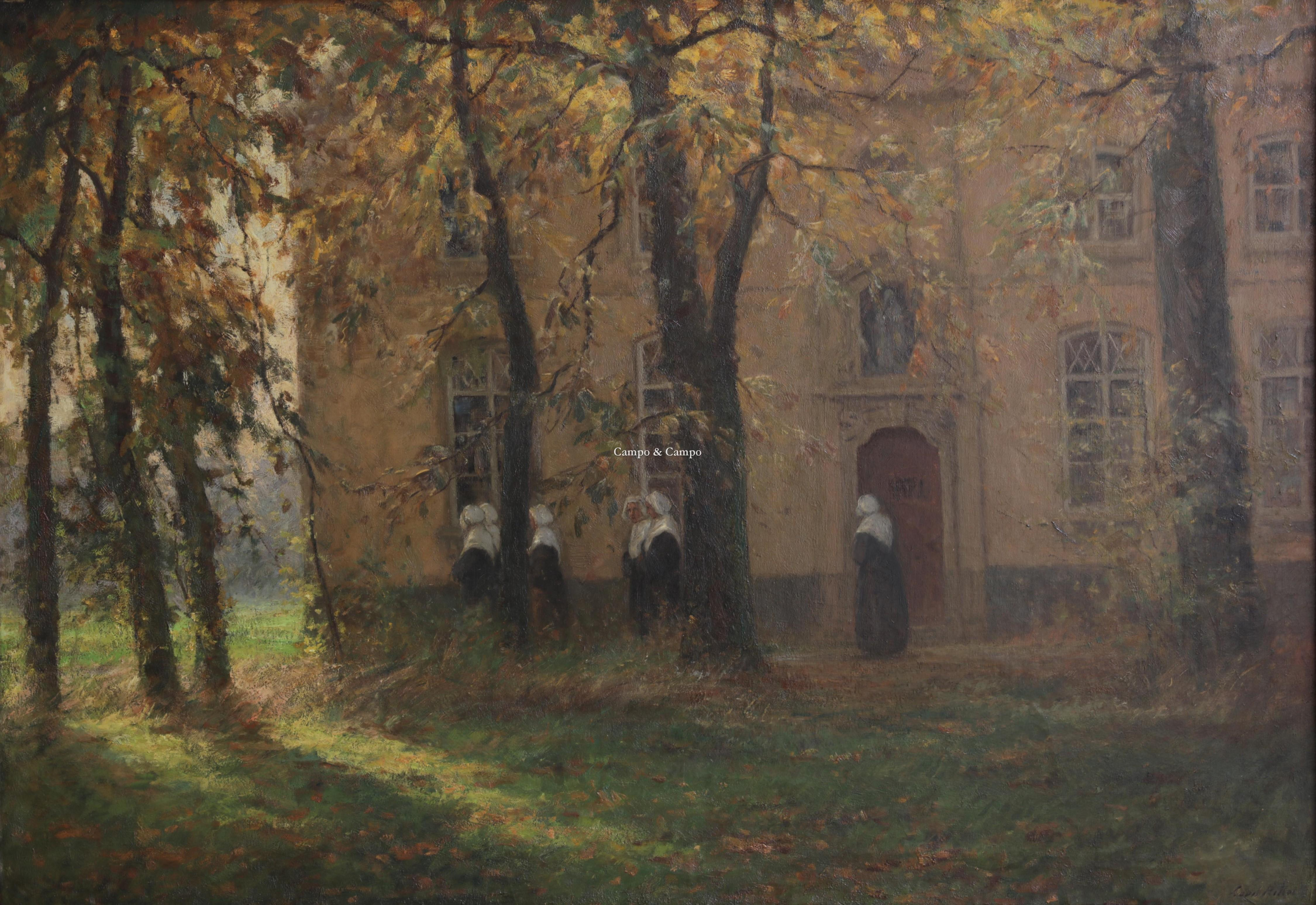
Béguines au monastère.
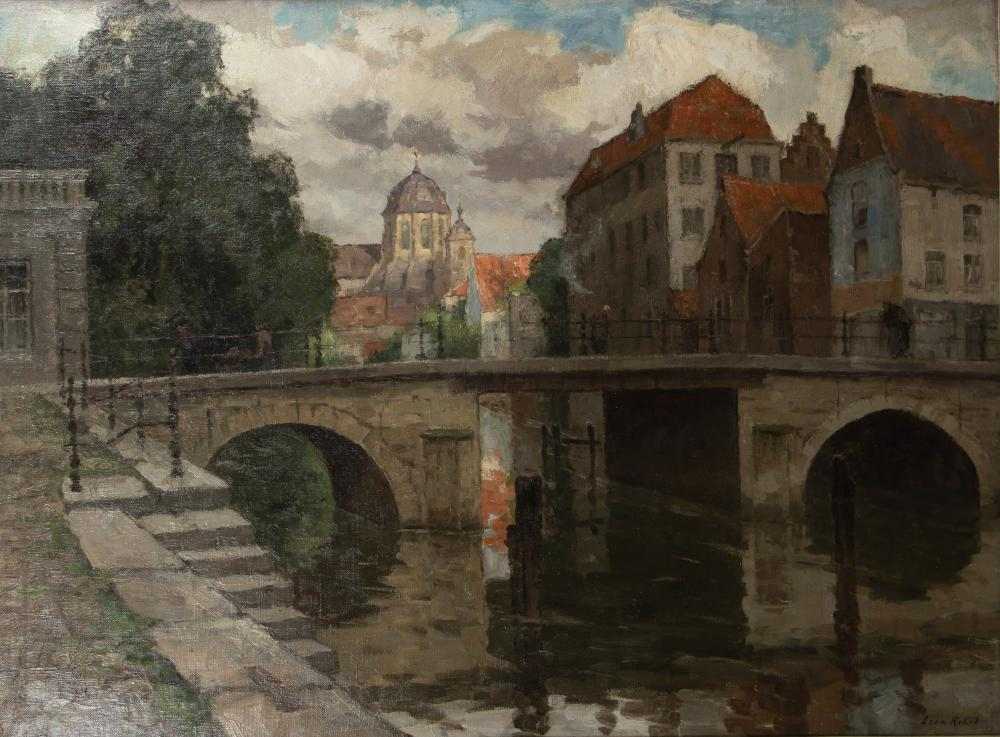
Vue de ville.

## Distinction
- Chevalier de l'ordre de la Couronne (23 avril 1926)[7].